# Пласт в Австрії
«Пласт» — українська скаутська організація, заснована у 1911 році у Львові. Пласт діє не тільки в Україні, а й за кордоном, зокрема й в Австрії. Історія осередків Пласту в Австрії починається в період після Другої світової війни, а з 2015 року пластовий рух в Австрії відновився. Найбільший пластовий осередок (станиця) в Австрії — це місто Відень. Також існує осередок у Ґраці.
Зараз Пласт в Австрії налічує більш як 180 членів. Щороку відбуваються літні та зимові пластові табори. 

## Історія
Після Другої світової війни близько 220-ти тисяч українців, які залишалися в Німеччині та Австрії, відмовилися повертатися в Україну, що була окупованою Радянським Союзом. Для них в американських, англійських та французьких зонах окупації було створено табори Ді-Пі (англ. displaced persons). У цих таборах почалося формування пластових гуртків за ініціативою пластунів-сеньйорів, а також за координації Пластового Центру.
Пластуни з таборів в Австрії взяли участь у Першому пластовому з'їзді, що відбувся 6-7 жовтня 1945 року в Карлсфельді (Німеччина). 17 листопада 1945 року в Зальцбурзі відбувся перший великий з'їзд в Австрії, де зібралося близько 100-та учасників. У таборі Лексенфельд біля Зальцбурга пластові гуртки заснували вчителі української школи — Павло Баб'як, Юліян Каменецький і Роман Міхняк. Патронат над пластунами табору взяли австрійські скаути із Зальцбурга — це було необхідно для визнання Пласту американською владою окупаційної зони. 
Восени 1945 року було засновано хлопчачий та дівчачий юнацькі курені в Зальцбурзі. Пластовий осередок налічував 350 членів. У 1946 році в Австрії діяло 6 кошів, 1947 — 5 кошів, 1948 — 7 кошів (назва «кіш» означала в той час станицю). У 1947 році Пласт в Австрії очолював Юліян Каменецький. У грудні 1946 року Пластова булава видала директиви про формування «Пластприяту», зокрема і в Зальцбурзі. Пластприят — це допоміжне пластове товариство, яке складається з батьків пластунів та зацікавлених осіб. У 1948 році в селі Шуфль відбувся пластовий табір «Маківка».
Із жовтня 1945 року у Ляндеку, Австрія було створено сеньйорський курінь. Із Австрією також пов'язана історія куреня УСП та УПС «Карпатські Вовки». 6 жовтня 1945 року був створений юнацький гурток «Вовки» у таборі Ді-Пі у Ляндеку за ініціативою Юрія Цегельського. Згодом члени гуртка опинилися в Торонто і після переходу до старшопластунства заснували курінь.
Із 31.10 до 02.11.1947 відбувся Другий Краєвий Пластовий З'їзд, що був переведеним у Ляндеку. На ньому були пластуни з усіх станиць Австрії.
27.02.1948 р. завдяки Міжнародному Пластовому Бюро у Лондоні були зареєстровані усі українські пластові станиці в Австрії та також позначено Зальцбург як провідну станицю (краєву централю).
Після 1947-1948, коли почали закриватися табори Ді-Пі, чисельність пластунів в Австрії різко зменшилася. Багато пластунів еміґрували далі на захід і продовжили пластувати в інших краях: ЗСА, Канаді, Австралії, Аргентині. Наприклад, пластун з Австрії Михайло Василик став членом проводу Пласту Буенос-Айреса.
В неділю 16 серпня 1970 року відбулося посвячення пам'ятника одного з основоположників Пласту: сл. п. др. Олександра Тисовського. Це було у Відні на центральному цвинтарі (нім. Zentralfriedhof). 140 пластунок та пластунів з'їхалося з ЗСА, аби узяти у посвячені участь.
У 1985-1986 році в Тиролі в Австрії відбувалися міжкрайові лещетарські (лижні) табори, які організовував Пласт Німеччини.
У 2003 році пластова делегація взяла участь у Всеєвропейському Скаутському Джемборі в Австрії.

## Пластові курені, що вже припинили своє існування

###### Юнацькі курені

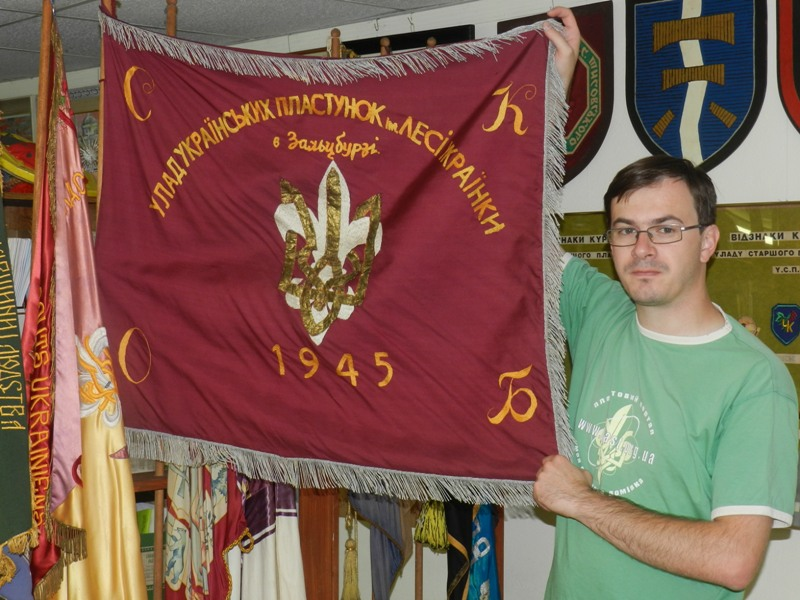
Улад українських пластунок ім. Лесі Українки у Зальцбурзі, 1945 р.

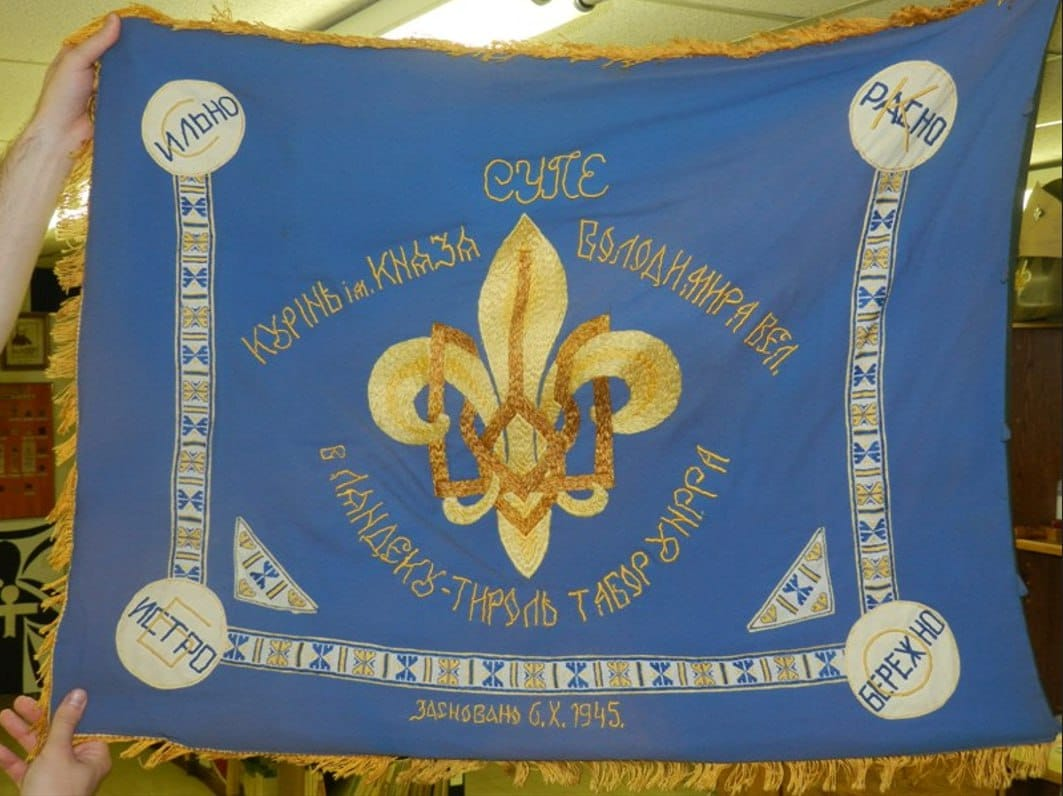
Курінь ім. князя Володимира Великого, пластовий музей у Клівленді.

- Дівочий юнацький курінь ім. Лесі Українки (м. Зальцбург);
- 1 юнацький курінь ім. гетьм. П. Орлика (м. Зальцбург);
- 14 юнацький курінь ім. гетьм. І. Підкови (м. Kremsmünster).

###### Сеньйорські курені
- 15 курінь УПС «Австрія». Був заснованим 22.07.1949.

## Сьогодення: юнацькі пластові курені Австрії
- 1 хлоп'ячий курінь ім. Василя Вишиваного (м. Відень);
- 2 дівочий курінь ім. Софії Окуневської-Морачевської (м. Відень).

## Пластова преса Австрії
В Австрії виходив до серпня 1947 р. пластовий двотижневик «Наш шлях».
Потім із 1948 р. у Зальцбурзі друкувався двотижневий інформаційний листок українського Пласту «CКОБ»;
Перелік:
- Пластовий двотижневик «Новий шлях» (Зальцбург, 1946-1949)[7];
- Місячник «Юнак» (Ляндек, 1946)[8].

## Сучасний Пласт в Австрії
У 2015 році у Відні було створено пластовий осередок за ініціативи пл. сен. Ігора Непийводи. У 2019 році осередок налічував більш як 50 членів і восени 2019 Австрія стала десятим пластовим краєм у світі. Рішення прийняли на ХХ Зборах Конференції Українських Пластових Організацій, що відбулися 30 жовтня — 3 листопада 2019 р. у містечку Пуллах, Баварія. Першою головою КПС Австрії стала пл. сен. Оксана Водотика. 
Пласт Австрії (нім. ukrainischer Pfadfinderbund in Österreich) має власні традиційні події пластового року: Відкриття Пластового Року, Листопадовий Чин, Міжкрайова Пластова Зустріч та передача Вифлиємського Вогню, вертепи, Лещетарик, День Злуки, Свято Весни, свято Колодія, Закриття Пластового Року та літні табори.
У 2018 році пл. сен. Тарас Піняжко заснував проєкт «Врятуй могилу героя» коли через несплату оренди під загрозою зникнення опинилась могила поручника УГА, інваліда ІІ-го Зимового походу австрійця Йогана Роттніга. Спільно з зусиллями Пласту та української громади Австрії та рідної України було зібрано кошти та продовжено її оренду на наступних 10 років. Із цього часу Пласт у Австрії перебрав опіку 13 могилами видатних українців та оплатив їх оренду наступних 10 років.
Із 2020-го року Пласт Австрії проводить щорічний зимовий лещетарський табір в Альпах. Влітку проводять крайові та міжкрайові табори для пташат, новацтва та юнацтва. 
У 2020-2021 роках табори, сходини та акції були переведенні в онлайн формат або скасовані через пандемію COVID-19.
Із 13 грудня 2023 року розпочала діяльність пластове юнацтво у Ґраці, до цього осередок Грац ісунвав півтора роки у вигляді новацтва. У квітні того ж року з’явився перший гурток під назвою «Жваві Жаби». Найближчим часом буде створений мішаний курінь імені Юрія-Франца Кульчицького.У лютому 2024 року відбулася презентація Пласту в Зальцбурзі. 
8-10 грудня 2023 року відбулася Міжкрайова Пластова Зустріч (МПЗ) із нагоди передачі Вифлеємського Вогню Миру. Уперше до програми зустрічі було залучене пластове юнацтво. МПЗ зібрало у Відні понад 170 учасників із 16 країн Європи. Вифлеємський Вогонь пластова делегація отримала у Лінці на урочистій передачі Вогню скаутам всього світу.  
22 грудня 2023 року пластуни Австрії передали Вифлеємський Вогонь послу України в Австрії Василю Химинцю. 
З 12-го та по 13-те жовтня 2024-го року коло містечка Freistadt відбувався вже другий Осінній Рейд на території Австрії від місцевого проводу та куреня «Передові». 
З 13-го по 15-те грудня 2024 р. відбувалося (Ю)МПЗ та ВВМ. 

## Провід Пласту в Австрії
1944 — Юліян Каменецький;
2015-2019 — Ігор Непийвода, СМ, голова Австрійського Пластового Осередку;
2019-2023 — Оксана Водотика, ЛМ, голова Крайової Пластової Старшини;
2023-2024 — Ілля Петрик, КВ, голова Крайової Пластової Старшини;
2024 — Поліна Абакумова, Гр.

## Згадки у пресі
- Різдвяне число «Kenya Guides Magazine», (1947 р.?).

## Визначні пластуни
- Никифор Гірняк[21] (комендант у складі першої крайової команди);
- Юліян Каменецький[22].

###### Статті
Гетьм. пл. скоб Тарас Лончина. Посвячення пам'ятника на могилі Дрота // журнал «Юнак». — 1971. — № 3. — С. 26.
СКОБ. (1948, 9. Mai). Чи знаєте, що....СКОБ, S.4.